# Сиднейская телебашня
Сиднейская башня (известная также как AMP Tower или Centrepoint Tower) — самое высокое сооружение Сиднея и второе по высоте в Австралии после Q1 в Голд Косте, гиперболоидная конструкция. Расположена в Деловом центре Сиднея.
Это второе по высоте здание в Южном полушарии (самое высокое — Sky Tower в Окленде, Новая Зеландия). Но в то же время главная смотровая площадка на Сиднейской башне находится на 50 с лишним метров выше, чем в оклендском Sky Tower. Сиднейская башня является членом Всемирной федерации высотных башен. Следует заметить, что Сиднейская башня не имеет ничего общего с телевидением, но является большой туристической достопримечательностью и местом отдыха с ресторанами, небольшими магазинами, смотровой площадкой на высоте 250 метров и открытой выдвижной смотровой платформой на высоте 268 метров.
Высота башни — 309 метров (1014 фут). Самый верхний этаж располагается на высоте в 260 метров.
Здание спроектировано в 1970 году, строилось в период с 1975 по 1981 годы. Сумма, затраченная на постройку здания — 36 миллионов австралийских долларов.
Главный архитектор здания — Дональд Крон.

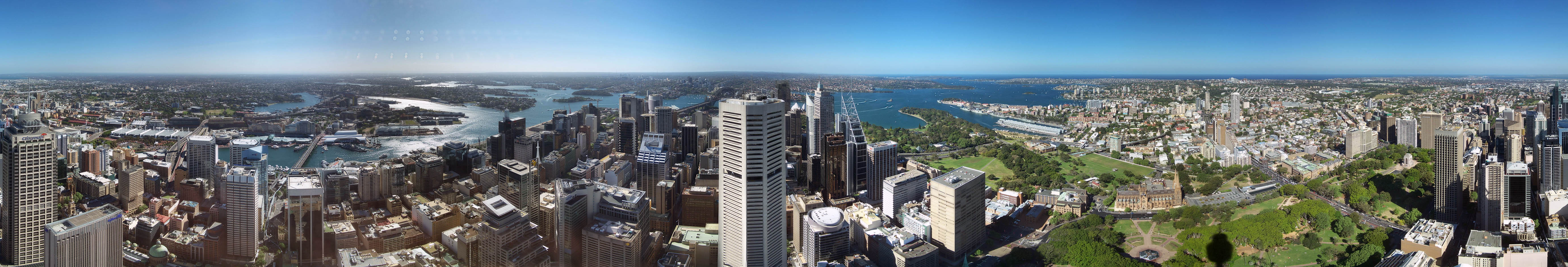
360° панорама Сиднея, открывающаяся со смотровой площадки